# Hartwig von Raute

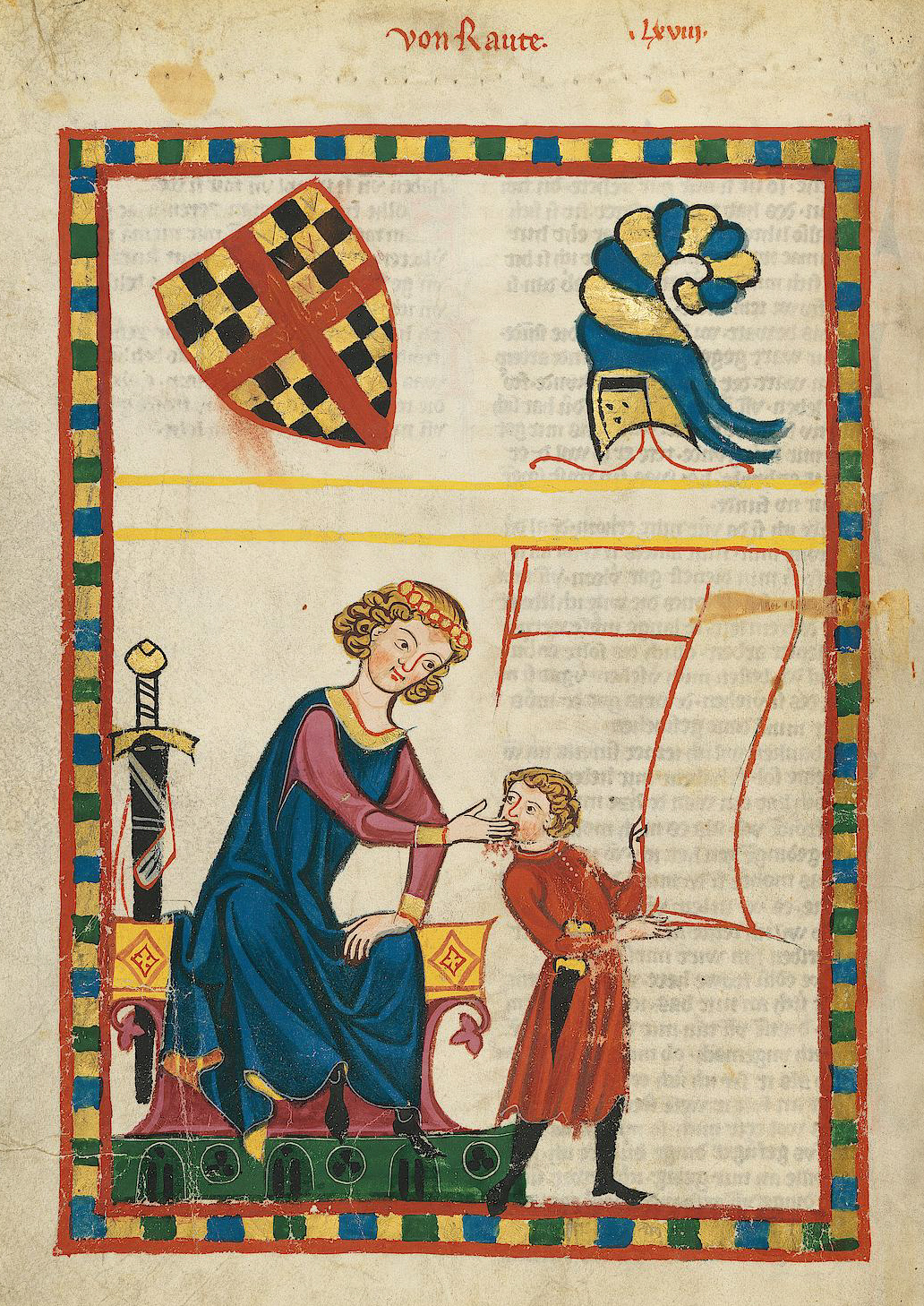
Abbildung im Codex Manesse. Sie illustriert Hartwig, der einen Botenjungen ohrfeigt. Es wird vermutet, dass diese Methodik dazu diente, damit der Bote sich die zu überbringende Nachricht besser einprägt. Sowohl die Darstellung des Wappens als auch die Darstellung der Ohrfeige durch Hartwig stimmen mit der Miniatur in der Weingartner Liederhandschrift überein.

Hartwig von Raute (auch: Hartwig von Rute; zweite Hälfte 12. Jahrhundert, genaue Lebensdaten unbekannt) war ein deutschsprachiger Minnesänger.

## Leben
Über das Leben Hartwigs von Raute ist im außerliterarischen Kontext nichts überliefert. In der ersten Hälfte des 12. Jahrhunderts erscheint eine Person mit den Namen Hartuvic de Route und Hartvic de Routa beziehungsweise de Route in verschiedenen süddeutschen Urkunden (Tegernsee, Weihenstephan, Baumburg). In der Fachliteratur wird allerdings vermutet, dass es sich hier um einen Vorfahren des Minnesängers handelt, eventuell seinen Vater. Andere urkundlich erwähnten Beinamenvarianten wie riute, rutthe, oder Riuti lassen sich zudem nicht eindeutig auf den Dichter beziehen.

## Werk
Hartwig wird der Hausenschule nahestehend zugerechnet. Sein Werk beinhaltet ebenfalls den Konflikt zwischen Minnedienst und Ritterdienst. Im Gegensatz zum Handeln des lyrischen Ichs bei Friedrich von Hausen entscheidet sich Hartwig aber für den Minnedienst. In der Weingartner Liederhandschrift findet sich eine textuelle Erweiterung eines Liedes, in welcher eine deutliche Absage an den Kriegsherren ausformuliert ist. Die Kreuzzugslieder Hartwigs könnten womöglich im Rahmen der staufischen Italienzüge Kaiser Heinrichs VI. entstanden sein. Die figurative Gestaltung des lyrischen Ichs schwankt zwischen Minnegefangenem, Minneerdulder und Minnenarren. Das Werk Hartwigs von Raute orientiert sich zwar am methodischen und stilistischen Handwerk seiner Zeitgenossen wie Bligger von Steinach oder Bernger von Horheim, jedoch besitzt es – sowohl in der Reimform als auch in der Metrik – eine viel höhere Komplexität. Sein Schaffen steht gattungstechnisch zwischen dem frühen und dem hohen Minnesang. Elemente des frühen Minnesangs sind in Hartwigs Dichtung die Halbreime und der freie Versrhythmus. Mit dem hohen Minnesang eint Hartwigs Werk vor allem das Nutzen der Durchreimung und die Verwendung von Kreuzreimen.

## Textbeispiel
| Mir tuot ein sorgen wê | Übersetzung |
| --- | --- |
| Mir tuot ein sorge wê in mînem muote, die ich hin hein ze lieben friunden hân. obe si dâ iender gedenken mîn ze guote, als ich ir hie mit triuwen hân getân? Si solten mich dur got geniezen lân, daz ich ie bin gewesen in grôzer huote, daz sî iemer valsch kunne an mir verstân. Swer waenet, daz mîn trûren habe ein ende, der weiz niht, waz mir an mîme herzen lît: ein kumber, der mir niemen kan erwenden, ez taete danne ir minneclîcher lîp. Die sorge hân ich leider âne strît, sî enwelle mir ir boten senden, dem ich verwartet hân vor maniger zît. Swie mîr tôt vast ûf dem ruggen waere und dar zuo menic ungemach, sô wart mîn wille nie, daz ich sie verbære. swie nâhen ich den tôt bî mir sach, Dâ manic man der sünden sîn verjach, dô was daz mîn al[ler] meistiu swaere, daz mir genâde nie von ir geschach. | Eine Sorge beschwert mein Herz, die ich um liebe Freunde daheim habe. Ob sie dort irgendwo meiner im Guten gedenken, wie ich es hier in Treue getan habe? Sie sollte es mir um Gottes Willen lohnen, dass ich immer sehr darauf geachtet habe, dass sie nie Treulosigkeit an mir bemerken könne. Wer glaubt, dass mein Leid ein Ende habe, der weiß nicht, was mit auf dem Herzen liegt: ein Schmerz, den mir niemand abnehmen kann, außer ihr, der Liebenswürdigen. Aber, ach, diese Sorge bleibt mir ganz sicher, wenn sie mir nicht ihren Boten schickt, auf den ich schon vor langer Zeit vergeblich gewartet habe. Wie gewaltig mir auch der Tod im Rücken saß und dazu viel Mühsal, so hatte ich doch nie die Absicht, sie aufzugeben. Wie nahe ich auch den Tod bei mir sah, während viele ihre Sünden bekannten, da war mir mein allergrößter Schmerz, dass sie mir nicht Gnade widerfahren ließ. |

## Überlieferung
Von Hartwig sind insgesamt vier Minnelieder erhalten, von denen drei Lieder einstrophig sind. In der Weingartner Liederhandschrift finden sich diese vier Lieder und eine Erweiterung des ersten Liedes. Diese kann auch als eigenes Gedicht aufgefasst werden. Neben der Weingartner Liederhandschrift sind noch im Codex Manesse drei Lieder Hartwigs belegt. Folgende Texte sind erhalten:
- Mir tuot ein sorge wê in mînen muote
- Als ich sîhe daz beste wîp
- Ich bin gebunden
- Ich wil versuochen[10]

## Ausgaben
- Des Minnesangs Frühling. Unter Benutzung der Ausgaben von Karl Lachmann und Moriz Haupt, Friedrich Vogt und Carl von Kraus bearbeitet von Hugo Moser und Helmut Tervooren, Bd. I: Texte, 38., erneut revidierte Auflage. Hirzel, Stuttgart 1988, ISBN 3-7776-0448-8, S. 230–232. – Ältere Ausgabe:
  - Karl Lachmann, Moritz Haupt: Des Minnesangs Frühling. Vierte Ausgabe, Leipzig 1888.
- Ingrid Kasten (Textedition), Margherita Kühn (Übersetzung): Deutsche Lyrik des frühen und hohen Mittelalters. 2. Auflage. Deutscher Klassikerverlag, Frankfurt am Main 2014, ISBN 978-3-618-68006-2.
- Franz Pfeiffer, F. Fellner (Hrsg.): Die Weingartner Liederhandschrift (= Bibliothek des Literarischen Vereins in Stuttgart. Band 5). Literarischer Verein, Stuttgart 1843, S. 119–121; Digitalisat in der Google-Buchsuche.